# Marshall (Wirginia)
Marshall – jednostka osadnicza w Stanach Zjednoczonych, w stanie Wirginia, w hrabstwie Fauquier.